# Петренки (Миргородський район)
Петренки́ (до 2024 року — Першотравне́ве) — село в Україні, у Шишацькій селищній громаді Миргородського району Полтавської області. Населення становить 51 особу.

## Географія
Село Петренки знаходиться на відстані 1 км від сіл Пелагеївка та Самари та на відстані 7 км від центральної частини селища Шишаки, колишнього центру району, волості та козацької сотні, до складу яких входив населенний пункт.
Розташоване у балці, селом протікає пересихаючий струмок із загатою. Оточене полями.

## Історія
Село Петренки — це історичний козацький хутір, заснований імовірно у 18 столітті. Також використовувалися назви «Петренщина» та «Петренків хутір», але вони не переважали. З радянських часів до 2024 року село було перейменоване на «Першотравневе», хоча місцеві жителі продовжували називати його «Петренки» і ця назва розглядається як основна у довіднику 2009 року про козацькі хутори Шишаччини. В козацькому реєстрі за 1723 рік у складі Шишацької сотні було кілька козаків на прізвище Петренко, від яких проводять свій рід місцеві жителі. У 1900 році хутір належав до Шишацької волості і тоді в ньому налічувалося 55 жителів. У 1926 році в хуторі було вже 26 господарств і 145 жителів, зокрема 73 чоловіка і 72 жінки. В довіднику про козацькі хутори Шишаччини наводиться інформація про родину та нащадків місцевого жителя Сергія Никифоровича Петренка, 1891 року народження, який характеризується як «козацький нащадок-середняк». Серед його синів зокрема був історик і педагог Василь Сергійович Петренко, що народився в Петренках.
До 2020 орган місцевого самоврядування — Великоперевізька сільська рада
12 червня 2020 року, відповідно до розпорядження Кабінету Міністрів України № 721-р «Про визначення адміністративних центрів та затвердження територій територіальних громад Полтавської області», село увійшло до складу Шишацької селищної громади.
19 липня 2020 року, в результаті адміністративно - територіальної реформи та ліквідації Шишацького району, село увійшло до складу новоутвореного Миргородського району Полтавської області.
19 вересня 2024 року Верховна Рада підтримала відновлення історичної назви села Першотравневе — Петренки. 26 вересня 2024 року перейменування набуло чинності.

## Відомі люди
- Петренко Василь Сергійович — український історик і педагог, доктор історичних наук.